# Fredrik Ehrensvärd
Fredrik Ehrensvärd, född 1719 på Hökerum i Södra Vings socken, död 25 januari 1807 på Björnäs i Värmdö socken, var en svensk militär.
Fredrik Ehrensvärd var son till Johan Jacob Ehrensvärd och Anna Margaretha Mannerheim. Han blev hantlangare vid artilleriet 1737 och student vid Uppsala universitet samma år. 1741 blev Ehrensvärd löjtnant vid gotländska artilleristaten, 1744 blev han löjtnant vid regementet Royal Alsace i Frankrike, 1746 kaptenmekanikus i Sverige. Han blev 1748 tygmästare vid artilleriet i Finland, major vid Stockholms artilleristat 1758, överstelöjtnant där 1759 och överste i armén 1761. Fredrik Ehrensvärd blev 1764 friherre tillsammans med sina bröder August och Carl, de introducerades 1776. Han var överste och chef för Jämtlands regemente 1769, och erhöll samma år generalmajors avsked.